# Форт-Маккей
Форт-Маккей (англ. Fort Mackay, виражений "форт ми-кай") — індіанське поселення в Канаді, у провінції Альберта, у складі спеціалізованого муніципалітету Вуд-Баффало.

## Населення
За даними перепису 2016 року, індіанське поселення нараховувало 742 особи, показавши зростання на 32,0%, порівняно з 2011-м роком. Середня густина населення становила 77,9 осіб/км².
З офіційних мов обидвома одночасно володіли 5 жителів, тільки англійською — 735. Усього 120 осіб вважали рідною мовою не одну з офіційних, з них усі — одну з корінних мов.
Працездатне населення становило 64,4% усього населення, рівень безробіття — 16,4% (17,9% серед чоловіків та 14,3% серед жінок). 89,6% осіб були найманими працівниками, а 3% — самозайнятими.
Середній дохід на особу становив $78 916 (медіана $34 048), при цьому для чоловіків — $102 054, а для жінок $53 162 (медіани — $34 944 та $30 080 відповідно).
29,5% мешканців мали закінчену шкільну освіту, не мали закінченої шкільної освіти — 40%, 29,5% мали післяшкільну освіту, з яких 9,7% мали диплом бакалавра, або вищий.
| Статево-вікова структура населення | Статево-вікова структура населення | Статево-вікова структура населення | Статево-вікова структура населення | Статево-вікова структура населення |
| ---------------------------------- | ---------------------------------- | ---------------------------------- | ---------------------------------- | ---------------------------------- |
|                                    |                                    |                                    |                                    |                                    |
| Всього                             | Всього                             | 52,7%47,3%                         |                                    |                                    |
| 0 — 14 років                       | 0 — 14 років                       |                                    | 30%                                | 30%                                |
| 15 — 64 років                      | 15 — 64 років                      |                                    | 64%                                | 64%                                |
| 65 і більше                        | 65 і більше                        |                                    | 6%                                 | 6%                                 |
| 85 і більше                        | 85 і більше                        |                                    | 0,7%                               | 0,7%                               |
| Середній вік (років)               | Середній вік (років)               | 30,230,1                           | 30,1                               | 30,1                               |
| Медіана (років)                    | Медіана (років)                    | 27,827,4                           | 27,5                               | 27,5                               |
| — чоловіки — жінки                 |                                    |                                    |                                    |                                    |

| Походження мешканців:     | Походження мешканців:     | Походження мешканців: | Походження мешканців: | Походження мешканців: |
| ------------------------- | ------------------------- | --------------------- | --------------------- | --------------------- |
| Походження                |                           |                       | осіб                  | %                     |
| Корінні американці        | Корінні американці        |                       | 695                   | 93.92%                |
| Інше північноамериканське | Інше північноамериканське |                       | 35                    | 4.73%                 |
| Європейське               | Європейське               |                       | 260                   | 35.14%                |
| британське                | британське                |                       | 155                   | 20.95%                |
| французьке                | французьке                |                       | 100                   | 13.51%                |
| українське                | українське                |                       | 10                    | 1.35%                 |
| Африканське               | Африканське               |                       | 10                    | 1.35%                 |

| Зайнятість населення за галузями (за класифікацією NOC): | Зайнятість населення за галузями (за класифікацією NOC): | Зайнятість населення за галузями (за класифікацією NOC): | Зайнятість населення за галузями (за класифікацією NOC): | Зайнятість населення за галузями (за класифікацією NOC): |
| -------------------------------------------------------- | -------------------------------------------------------- | -------------------------------------------------------- | -------------------------------------------------------- | -------------------------------------------------------- |
|                                                          |                                                          |                                                          |                                                          |                                                          |
| Управління                                               | Управління                                               |                                                          | 8,1%                                                     | 8,1%                                                     |
| Бізнес, фінанси та адміністрування                       | Бізнес, фінанси та адміністрування                       |                                                          | 11,3%                                                    | 11,3%                                                    |
| Природничі та прикладні науки                            | Природничі та прикладні науки                            |                                                          | 3,2%                                                     | 3,2%                                                     |
| Охорона здоров'я                                         | Охорона здоров'я                                         |                                                          | 3,2%                                                     | 3,2%                                                     |
| Освіта, правозахист, муніципальні та урядові служби      | Освіта, правозахист, муніципальні та урядові служби      |                                                          | 11,3%                                                    | 11,3%                                                    |
| Роздрібна торгівля та послуги                            | Роздрібна торгівля та послуги                            |                                                          | 12,9%                                                    | 12,9%                                                    |
| Гуртова торгівля, транспорт та обладнання                | Гуртова торгівля, транспорт та обладнання                |                                                          | 41,9%                                                    | 41,9%                                                    |
| Природні ресурси, сільське господарство                  | Природні ресурси, сільське господарство                  |                                                          | 3,2%                                                     | 3,2%                                                     |
| Виробництво                                              | Виробництво                                              |                                                          | 6,5%                                                     | 6,5%                                                     |

## Клімат
Середня річна температура становить 0,3°C, середня максимальна – 21,7°C, а середня мінімальна – -27°C. Середня річна кількість опадів – 383 мм.
| Клімат поселення                              | Клімат поселення | Клімат поселення | Клімат поселення | Клімат поселення | Клімат поселення | Клімат поселення | Клімат поселення | Клімат поселення | Клімат поселення | Клімат поселення | Клімат поселення | Клімат поселення | Клімат поселення |
| Показник                                      | Січ.             | Лют.             | Бер.             | Квіт.            | Трав.            | Черв.            | Лип.             | Серп.            | Вер.             | Жовт.            | Лист.            | Груд.            |                  |
| Середній максимум, °C                         | −13,64           | −7,9             | −1               | 9,34             | 16,58            | 21,65            | 21,19            | 19,68            | 13,69            | 6,91             | −4,3             | −12,85           |                  |
| Середня температура, °C                       | −20,33           | −14,6            | −7,7             | 2,63             | 9,86             | 14,93            | 17,01            | 15,49            | 9,49             | 2,71             | −8,5             | −17,06           |                  |
| Середній мінімум, °C                          | −27,04           | −21,3            | −14,42           | −4,07            | 3,17             | 8,25             | 12,81            | 11,28            | 5,30             | −1,49            | −12,69           | −21,25           |                  |
| Норма опадів, мм                              | 21               | 21               | 15               | 12               | 33               | 54               | 71               | 56               | 40               | 21               | 19               | 20               |                  |
| Середньомісячна швидкість вітру, м/с          | 2.39             | 2.50             | 2.86             | 3.18             | 3.20             | 2.90             | 2.72             | 2.70             | 2.82             | 2.95             | 2.68             | 2.41             |                  |
| Середньомісячна сонячна радіація, кДж/м²·день | 2346             | 5581             | 11345            | 17230            | 20812            | 22175            | 21207            | 16990            | 10915            | 5795             | 2684             | 1600             |                  |
| --------------------------------------------- | ---------------- | ---------------- | ---------------- | ---------------- | ---------------- | ---------------- | ---------------- | ---------------- | ---------------- | ---------------- | ---------------- | ---------------- | ---------------- |
| Джерело:                                      |                  |                  |                  |                  |                  |                  |                  |                  |                  |                  |                  |                  |                  |